# Chapelle Saint-Léon de Maisons-Alfort
La chapelle Saint-Léon est une chapelle catholique située à Maisons-Alfort, dans le Val-de-Marne, en France,. Elle fait partie de la paroisse Saint-Rémi,.

## Localisation
Ce lieu de culte est situé rue du Clos-des-Noyers.

## Historique

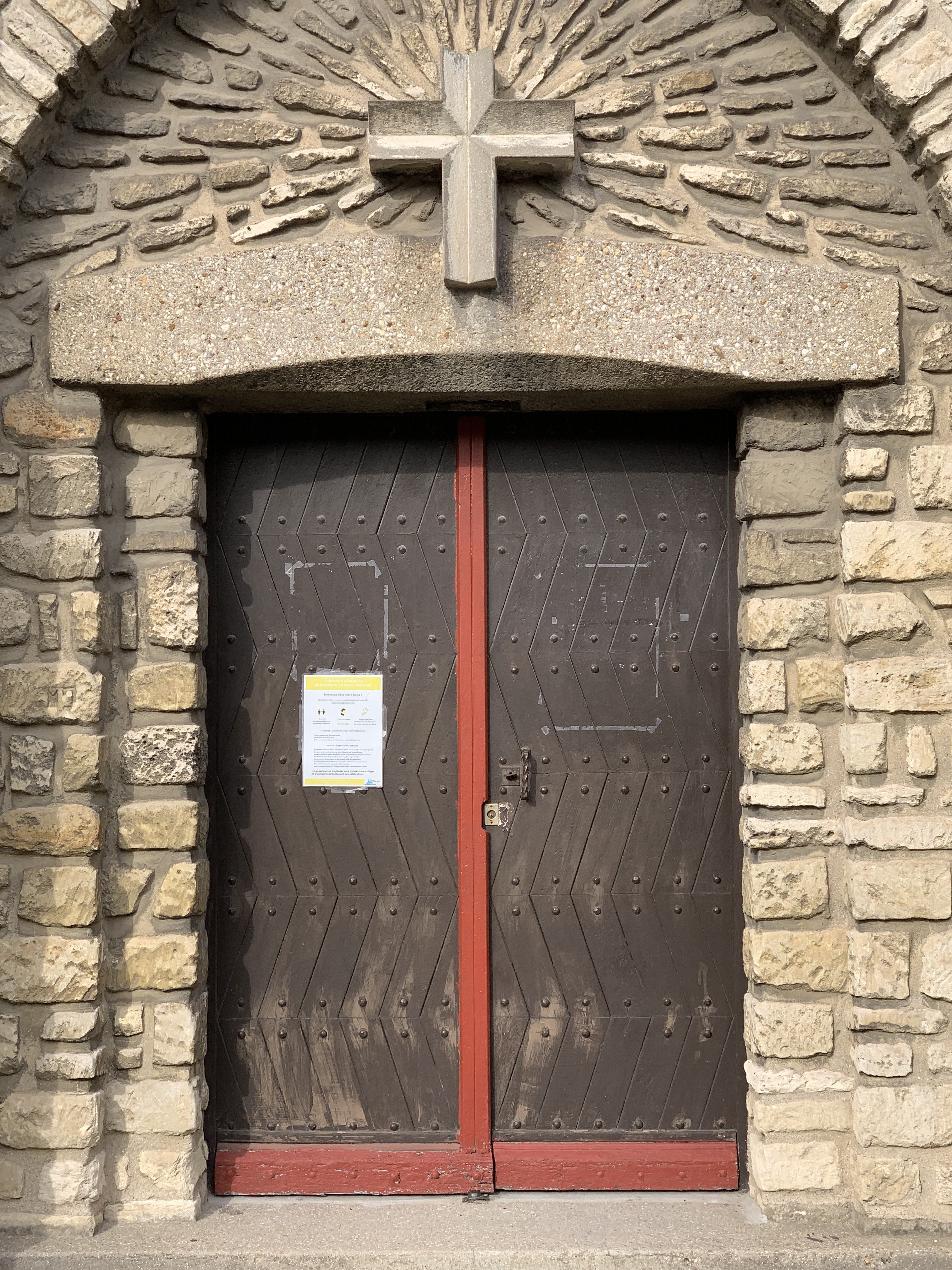
La porte de la chapelle Saint-Léon.

Cet édifice d'inspiration traditionnelle et néo-régionaliste a été construit d'avril à octobre 1936 par l'Œuvre des Chantiers du Cardinal, afin de pourvoir aux besoins spirituels des habitants des nouveaux logements construits dans les environs.
Elle est l'œuvre de l'architecte Henri Vidal.

## Description
L'une des cloches, rapportée du diocèse d'Alger, fut fondue en 1886 par la fonderie Pierre Pierron à Avignon.